# Kalvtjärnarna (Lycksele socken, Lappland, 718728-160968)
Kalvtjärnarna är en sjö i Lycksele kommun i Lappland och ingår i Umeälvens huvudavrinningsområde. Sjön har en area på 0,0659 kvadratkilometer och ligger 285,3 meter över havet.

## Delavrinningsområde
Kalvtjärnarna ingår i det delavrinningsområde (718782-161010) som SMHI kallar för Rinner till Rusfors Dämningsområde. Medelhöjden är 282 meter över havet och ytan är 21,34 kvadratkilometer. Det finns inga avrinningsområden uppströms utan avrinningsområdet är högsta punkten. Avrinningsområdets utflöde Umeälven mynnar i havet. Avrinningsområdet består mestadels av skog (85 procent). Avrinningsområdet har 0,49 kvadratkilometer vattenytor vilket ger det en sjöprocent på 2,3 procent.